# Erik Matthijs
Erik Matthijs (Lembeke, 12 januari 1949) is een Belgische bestuurder en voormalig politicus voor de CVP en diens opvolger CD&V. 

## Biografie
Hij studeerde in 1975 als doctor in de veeartsenijkunde aan de Universiteit Gent. Van 1975 tot 1986 werkte hij als veearts en nadien was hij van 1986 tot 1992 inspecteur-keurder bij het Instituut voor Veterinaire Keuring. Ook was hij van 2008 tot 2019 actief als consultant in de milieu-, waterzuiverings- en landbouwsector.
Voor de toenmalige CVP werd hij in oktober 1982 verkozen tot gemeenteraadslid van de Oost-Vlaamse stad Eeklo, wat hij bleef tot eind 2012. Van 1986 tot 1988 was hij er schepen van Financiën, Middenstand en Landbouw en van 1995 tot 2006 burgemeester. Na de gemeenteraadsverkiezingen van 2006 deed hij een stap terug als burgemeester. Hij werd begin 2007 als burgemeester opgevolgd door Koen Loete en werd vervolgens tot in 2012 schepen van cultuur, onderwijs en landbouw. 
Ook in de nationale politiek werd Matthijs actief. Van oktober 1992 tot mei 1995 zetelde hij als gecoöpteerd senator in de Senaat, waar hij lid was van de commissies Landbouw en Middenstand en Onderwijs en Wetenschap. Bij de eerste rechtstreekse verkiezingen voor het Vlaams Parlement van 21 mei 1995 werd hij verkozen in het kiesarrondissement Gent-Eeklo. Ook na de volgende Vlaamse verkiezingen van 13 juni 1999 en van 13 juni 2004 bleef hij Vlaams Parlementslid tot juni 2009. Van januari tot juni 2009 maakte hij als secretaris deel uit van het Bureau (dagelijks bestuur) van het Vlaams Parlement. In het Vlaams Parlement was hij in 1995-1999 lid van de commissies Onderwijs, Vorming en Wetenschapsbeleid en Mediabeleid. In de legislatuur 1999-2004 zetelde Matthijs in de commissie Leefmilieu, Natuurbehoud en Ruimtelijke Ordening en vanaf 2001 tevens in de commissie Algemeen Beleid, Financiën en Begroting. Ten slotte was hij van 2004 tot 2009 lid van de Leefmilieu en Natuur, Landbouw, Visserij en Plattelandsbeleid en Ruimtelijke Ordening en Onroerend Erfgoed en ondervoorzitter van de commissie Algemeen Beleid, Financiën en Begroting. Als parlementslid behoorde landbouw tot zijn voornaamste bezigheden. Sinds 15 juli 2009 mag hij zich ere-Vlaams volksvertegenwoordiger noemen. Die eretitel werd hem toegekend door het Bureau van het Vlaams Parlement.
Tussen 2004 en 2013 cumuleerde hij 3 à 9 mandaten, waarvan 2 à 3 bezoldigd. In mei 2014 werd hij aangesteld als voorzitter van de raad van bestuur van de waterzuiveringsmaatschappij Aquafin, waarin hij al sinds 2009 zetelde. Hij bleef deze functie uitoefenen tot in april 2019.